# 幻休常潤
常潤（1514年—1585年），字大千，號幻休。進賢（今屬江西省）王氏子。少時習儒，嘗研贖姚江良知學。稍長，人伏牛山禮坦然和尚為師出家。受具後，至少林寺，禮宗書禪師，隨侍苦修三載，究宗乘向上事，針芥相投，方得傳法，為曹洞宗第二十五世。萬歷二年（1574），奉勅主法少林寺。晉院之後，力弘曹洞宗風。有僧以“如何是洞上宗風”求教，答曰：“月下三花樹，峰前雙桂枝”，啟發他追尋達摩祖師之意。後聲名大振，時侍席者凡百餘人，其中突出者有無言正道、洪斷諸緣、慈舟方念、敬堂法忠等人。無言正道曾繼其後執掌少林法席。
1. ↑  吴立民; 徐孙铭. . Beijing: 中国社会科学出版社. 1998: 470. ISBN 9787500422839. |pages=和|page=只需其一 (帮助);